# Обек, Ханс
Ханс Вильгельм Обек (дат. Hans Vilhelm Aabech; 1 ноября 1948, Копенгаген — 8 января 2018, Копенгаген) — датский футболист, нападающий, трехкратный чемпион, двукратный лучший бомбардир чемпионата Дании. Выступал за сборную Дании.

## Биография
Начал взрослую карьеру, выступая за клуб «Сковсховед ИФ» в низших дивизионах чемпионата Дании. В 1973 году перешёл в «Видовре» и в первом же сезоне стал чемпионом Дании и лучшим бомбардиром чемпионата, забив 28 голов в 22 матчах, был также признан футболистом года в Дании.
В 1974 году перешёл в бельгийский «Брюгге», сыграл 16 матчей, забил пять голов и занял со своим клубом четвёртое место в чемпионате Бельгии. В 1975—1977 годах выступал в чемпионате Нидерландов за «Твенте» и «Де Графсхап», но играл нерезультативно. В 1977 году перешёл в бельгийский клуб второго дивизиона «Остенде», в своём первом сезоне забил 22 гола, во втором — только два.
В 1979 году вернулся в Данию и присоединился к своему бывшему клубу «Видовре», но за 11 матчей ни разу не смог отличиться. В 1980 году перешёл в «КБ Копенгаген» и в том же году стал чемпионом страны и лучшим бомбардиром с 19 голами. Выступал за столичную команду до 1982 года, но в последующих сезонах играл не так часто, а результаты команды упали — в 1982 году она заняла 15-е место.
В 1983 году форвард перешёл в «Люнгбю», с которым в третий раз в карьере стал чемпионом Дании, но основным игроком клуба не был, сыграв лишь 9 матчей. В конце карьеры выступал в третьем дивизионе за «Хеллеруп ИК».
В 1973—1974 годах выступал за сборную Дании. Дебютный матч сыграл 13 октября 1973 года против Венгрии.
Скончался 8 января 2018 года в возрасте 69 лет.

## Статистика

### Матчи Обека за сборную Дании
| Матчи Обека за сборную Дании | Матчи Обека за сборную Дании | Матчи Обека за сборную Дании | Матчи Обека за сборную Дании | Матчи Обека за сборную Дании | Матчи Обека за сборную Дании        |
| ---------------------------- | ---------------------------- | ---------------------------- | ---------------------------- | ---------------------------- | ----------------------------------- |
| №                            | Дата                         | Соперник                     | Счёт                         | Голы Обека                   | Соревнование                        |
| 1                            | 13 октября 1973              | Венгрия                      | 2:2                          | —                            | Товарищеский матч                   |
| 2                            | 21 ноября 1973               | Франция                      | 0:3                          | —                            | Товарищеский матч                   |
| 3                            | 3 июня 1974                  | Швеция                       | 0:2                          | —                            | Чемпионат Северной Европы 1972—1977 |

Итого: 3 матча / 0 голов; 0 побед, 1 ничья, 2 поражения.

## Достижения
- Чемпион Дании (3): 1973, 1980, 1983
- Лучший бомбардир чемпионата Дании (2): 1973 (28 голов), 1980 (19 голов)
- Футболист года в Дании (1973)

## Личная жизнь
Сын, Ким Обек (род. 1984), тоже был футболистом, сыграл более 300 матчей на профессиональном уровне. Дочь Сусанна Линдгрен (род. 1979) также была футболисткой. Кроме того, есть сын Робин.